# Vinogradovia
Vinogradovia, monotipski biljni rod iz porodice štitarki. Jedina je vrsta V. conferta endem iz Turske.
Opisan je u  Bot. J. Linn. Soc. 185: 184 (2017).

## Sinonimi
- Grammosciadium confertum Hub.-Mor. & Lamond